# Voetbalelftal van Congo-Kinshasa (vrouwen)
Het Vrouwenvoetbalelftal van Congo-Kinshasa is een voetbalteam dat uitkomt voor de Democratische Republiek Congo bij internationale wedstrijden en toernooien, zoals het Afrikaans kampioenschap voetbal vrouwen.

## Prestaties op eindronden

### Wereldkampioenschap
| Jaar   | Resultaat                         | Wed                               | W                                 | G                                 | V                                 | DV                                | DT                                |
| ------ | --------------------------------- | --------------------------------- | --------------------------------- | --------------------------------- | --------------------------------- | --------------------------------- | --------------------------------- |
| 1991   | Niet deelgenomen aan kwalificatie | Niet deelgenomen aan kwalificatie | Niet deelgenomen aan kwalificatie | Niet deelgenomen aan kwalificatie | Niet deelgenomen aan kwalificatie | Niet deelgenomen aan kwalificatie | Niet deelgenomen aan kwalificatie |
| 1995   | Niet deelgenomen aan kwalificatie | Niet deelgenomen aan kwalificatie | Niet deelgenomen aan kwalificatie | Niet deelgenomen aan kwalificatie | Niet deelgenomen aan kwalificatie | Niet deelgenomen aan kwalificatie | Niet deelgenomen aan kwalificatie |
| 1999   | Niet gekwalificeerd               | Niet gekwalificeerd               | Niet gekwalificeerd               | Niet gekwalificeerd               | Niet gekwalificeerd               | Niet gekwalificeerd               | Niet gekwalificeerd               |
| 2003   | Niet gekwalificeerd               | Niet gekwalificeerd               | Niet gekwalificeerd               | Niet gekwalificeerd               | Niet gekwalificeerd               | Niet gekwalificeerd               | Niet gekwalificeerd               |
| 2007   | Niet gekwalificeerd               | Niet gekwalificeerd               | Niet gekwalificeerd               | Niet gekwalificeerd               | Niet gekwalificeerd               | Niet gekwalificeerd               | Niet gekwalificeerd               |
| 2011   | Niet gekwalificeerd               | Niet gekwalificeerd               | Niet gekwalificeerd               | Niet gekwalificeerd               | Niet gekwalificeerd               | Niet gekwalificeerd               | Niet gekwalificeerd               |
| 2015   | Niet deelgenomen aan kwalificatie | Niet deelgenomen aan kwalificatie | Niet deelgenomen aan kwalificatie | Niet deelgenomen aan kwalificatie | Niet deelgenomen aan kwalificatie | Niet deelgenomen aan kwalificatie | Niet deelgenomen aan kwalificatie |
| Totaal | 0/7                               | 0                                 | 0                                 | 0                                 | 0                                 | 0                                 | 0                                 |

### Afrikaans kampioenschap
| Jaar   | Resultaat                              | Wed                                    | W                                      | G                                      | V                                      | DV                                     | DT                                     |                                        |
| ------ | -------------------------------------- | -------------------------------------- | -------------------------------------- | -------------------------------------- | -------------------------------------- | -------------------------------------- | -------------------------------------- | -------------------------------------- |
| 1991   | Teruggetrokken in de kwartfinales      | Teruggetrokken in de kwartfinales      | Teruggetrokken in de kwartfinales      | Teruggetrokken in de kwartfinales      | Teruggetrokken in de kwartfinales      | Teruggetrokken in de kwartfinales      | Teruggetrokken in de kwartfinales      | Teruggetrokken in de kwartfinales      |
| 1995   | Niet deelgenomen aan kwalificatie      | Niet deelgenomen aan kwalificatie      | Niet deelgenomen aan kwalificatie      | Niet deelgenomen aan kwalificatie      | Niet deelgenomen aan kwalificatie      | Niet deelgenomen aan kwalificatie      | Niet deelgenomen aan kwalificatie      | Niet deelgenomen aan kwalificatie      |
| 1998   | Niet deelgenomen aan kwalificatie      | Niet deelgenomen aan kwalificatie      | Niet deelgenomen aan kwalificatie      | Niet deelgenomen aan kwalificatie      | Niet deelgenomen aan kwalificatie      | Niet deelgenomen aan kwalificatie      | Niet deelgenomen aan kwalificatie      | Niet deelgenomen aan kwalificatie      |
| 2000   | Niet deelgenomen aan kwalificatie      | Niet deelgenomen aan kwalificatie      | Niet deelgenomen aan kwalificatie      | Niet deelgenomen aan kwalificatie      | Niet deelgenomen aan kwalificatie      | Niet deelgenomen aan kwalificatie      | Niet deelgenomen aan kwalificatie      | Niet deelgenomen aan kwalificatie      |
| 2002   | Niet deelgenomen aan kwalificatie      | Niet deelgenomen aan kwalificatie      | Niet deelgenomen aan kwalificatie      | Niet deelgenomen aan kwalificatie      | Niet deelgenomen aan kwalificatie      | Niet deelgenomen aan kwalificatie      | Niet deelgenomen aan kwalificatie      | Niet deelgenomen aan kwalificatie      |
| 2004   | Niet gekwalificeerd                    | Niet gekwalificeerd                    | Niet gekwalificeerd                    | Niet gekwalificeerd                    | Niet gekwalificeerd                    | Niet gekwalificeerd                    | Niet gekwalificeerd                    | Niet gekwalificeerd                    |
| 2006   | Teruggetrokken tijdens de kwalificatie | Teruggetrokken tijdens de kwalificatie | Teruggetrokken tijdens de kwalificatie | Teruggetrokken tijdens de kwalificatie | Teruggetrokken tijdens de kwalificatie | Teruggetrokken tijdens de kwalificatie | Teruggetrokken tijdens de kwalificatie | Teruggetrokken tijdens de kwalificatie |
| 2008   | Eerste ronde                           | 3                                      | 1                                      | 0                                      | 2                                      | 3                                      | 6                                      |                                        |
| 2010   | Niet deelgenomen aan kwalificatie      | Niet deelgenomen aan kwalificatie      | Niet deelgenomen aan kwalificatie      | Niet deelgenomen aan kwalificatie      | Niet deelgenomen aan kwalificatie      | Niet deelgenomen aan kwalificatie      | Niet deelgenomen aan kwalificatie      | Niet deelgenomen aan kwalificatie      |
| 2012   | Niet deelgenomen aan kwalificatie      | Niet deelgenomen aan kwalificatie      | Niet deelgenomen aan kwalificatie      | Niet deelgenomen aan kwalificatie      | Niet deelgenomen aan kwalificatie      | Niet deelgenomen aan kwalificatie      | Niet deelgenomen aan kwalificatie      | Niet deelgenomen aan kwalificatie      |
| 2014   | Niet deelgenomen aan kwalificatie      | Niet deelgenomen aan kwalificatie      | Niet deelgenomen aan kwalificatie      | Niet deelgenomen aan kwalificatie      | Niet deelgenomen aan kwalificatie      | Niet deelgenomen aan kwalificatie      | Niet deelgenomen aan kwalificatie      | Niet deelgenomen aan kwalificatie      |
| 2016   | Niet deelgenomen aan kwalificatie      | Niet deelgenomen aan kwalificatie      | Niet deelgenomen aan kwalificatie      | Niet deelgenomen aan kwalificatie      | Niet deelgenomen aan kwalificatie      | Niet deelgenomen aan kwalificatie      | Niet deelgenomen aan kwalificatie      | Niet deelgenomen aan kwalificatie      |
| Totaal | 1/12                                   | 3                                      | 1                                      | 0                                      | 2                                      | 3                                      | 6                                      |                                        |

FECOFA · Bondscoaches · Selecties · A-internationals · Vrouwenelftal van Congo-Kinshasa
1960 – 1969 ·
1970 – 1979 ·
1980 – 1989 ·
1990 – 1999 ·
2000 – 2009 ·
2010 – 2019 ·
2020 – 2029
AC 1965 ·
AC 1968 ·
AC 1970 ·
AC 1972 ·
AC 1974 ·
WK 1974 ·
AC 1976 ·
AC 1988 ·
AC 1992 ·
AC 1994 ·
AC 1996 ·
AC 1998 ·
AC 2000 ·
AC 2002 ·
AC 2004 ·
AC 2006 ·
AC 2013
1963 ·
1964 · 
1965 ·
1966 · 
1967 ·
1968 · 
1969 ·
1970 · 
1971 ·
1972 · 
1973 ·
1974 · 
1975 · 
1976 ·
1977 · 
1978 ·
1979 ·
1979 · 
1980 ·
1980 · 
1981 ·
1982 ·
1983 ·
1984 · 
1985 ·
1986 · 
1987 ·
1988 · 
1989 ·
1990 · 
1991 ·
1992 · 
1993 ·
1994 · 
1995 ·
1996 · 
1997 ·
1998 · 
1999 ·
2000 · 
2001 ·
2002 · 
2003 ·
2004 · 
2005 · 
2006 ·
2007 · 
2008 ·
2009 · 
2010 · 
2011 ·
2012 · 
2013 · 
2014 ·
2015 ·
2016 ·
2017 ·
2018 ·
2019 ·
2020 ·
2021 ·
2022 ·
2023
Algerije ·
Angola ·
Bahrein ·
Benin ·
Botswana ·
Brazilië ·
Burkina Faso ·
Burundi ·
Centraal-Afrikaanse Republiek ·
China ·
Congo-Brazzaville ·
Djibouti ·
Egypte ·
Equatoriaal-Guinea ·
Ethiopië ·
Gabon ·
Gambia ·
Ghana ·
Guinee ·
Irak ·
Ivoorkust ·
Joegoslavië ·
Kaapverdië ·
Kameroen ·
Kenia ·
Lesotho ·
Liberia ·
Libië ·
Madagaskar ·
Malawi ·
Mali ·
Marokko ·
Mauritanië ·
Mauritius ·
Mexico ·
Mozambique ·
Namibië ·
Nieuw-Zeeland ·
Niger ·
Nigeria ·
Oeganda ·
Oman ·
Qatar ·
Roemenië ·
Rwanda ·
Saoedi-Arabië ·
Schotland ·
Senegal ·
Seychellen ·
Sierra Leone ·
Soedan ·
Swaziland ·
Tanzania ·
Togo ·
Tsjaad ·
Tunesië ·
Zambia ·
Zimbabwe ·
Zuid-Afrika ·
Zuid-Soedan